# Renata Zaremba
Renata Zaremba (* 11. Juni 1967 in Resko) ist eine polnische Politikerin der Platforma Obywatelska (Bürgerplattform).
Die Grundschule besuchte Renata Zaremba in Błotno (Gmina Nowogard), das Gymnasium in Nowogard. Sie hat ein abgeschlossenes Magisterstudium der Universität Stettin als Politologin und ein Aufbaustudium über die Grundlagen der Betriebswirtschaftslehre. Seit 2001 ist sie in Stettin für die Platforma Obywatelska aktiv.
Zwei Amtsperioden war sie im Rat der Stadt Stettin (Szczecin) tätig.
Bei den vorgezogenen Parlamentswahlen 2007 konnte sie im Wahlbezirk 41 Szczecin mit 10.931 Stimmen ein Mandat für den Sejm erringen. Sie arbeitet in den Kommissionen für Staatsvermögen (Komisja Skarbu Państwa) und öffentliche Finanzen mit.
Renata Zaremba hat einen Sohn.